# Acutisoma
Acutisoma es un género de escarabajos de la familia Chrysomelidae. El género fue descrito científicamente primero por Roewer en 1913. Esta es una lista de especies perteneciente a este género:
- Acutisoma acutangulum
- Acutisoma banhadoae
- Acutisoma cruciferum
- Acutisoma discolor
- Acutisoma hamatum
- Acutisoma iguapense
- Acutisoma indistinctum
- Acutisoma inerme
- Acutisoma inscriptum
- Acutisoma intermedium
- Acutisoma longipes
- Acutisoma marumbicola
- Acutisoma molle
- Acutisoma monticola
- Acutisoma patens
- Acutisoma perditum
- Acutisoma proximum
- Acutisoma thalassinum
- Acutisoma unicolor
- Acutisoma viridifrons